# 銀發光鯛
銀發光鯛為輻鰭魚綱鱸形目鱸亞目發光鯛科的一種，為熱帶淡水魚，分布於東印度洋泰國海域，體長可達10.8公分，棲息在底中層水域，生活習性不明。

## 擴展閱讀
維基物種上的相關：銀發光鯛